# Postcards from Texas
Postcards from Texas è il decimo album in studio della cantante country statunitense Miranda Lambert. È stato pubblicato il 13 settembre 2024, attraverso una partnership tra Republic Records e Big Loud. Il suo singolo principale, Wranglers, è stato pubblicato il 3 maggio 2024.

## Contenuto
Lambert ha annunciato la tracklist di Postcards from Texas il 24 luglio 2024 tramite Instagram. Autodescritta come un'ode musicale al suo stato d'origine, Lambert ha coprodotto l'album con Jon Randall e lo ha registrato agli Arlyn Studios di Austin, in Texas.  Lambert ha scritto o co-scritto 10 delle 14 tracce dell'album. Santa Fe presenta la voce ospite di Parker McCollum, e Living on the Run è stato originariamente registrato dal suo scrittore David Allan Coe per il suo album del 1976, Longhaired Redneck.
Wranglers è stato pubblicato come singolo principale dell'album il 3 maggio 2024. Ha segnato il primo singolo pubblicato da Lambert dopo la sua partenza dall'etichetta di lunga data Sony Music Nashville, e successivamente la firma di un nuovo contratto discografico congiunto con Republic Records e Big Loud. Ha descritto il trasferimento come un "nuovo inizio" ed ha espresso gioia nel registrare un disco completo in Texas per la prima volta dal suo album indipendente omonimo, pubblicato quando Lambert aveva 18 anni.
Anche i brani Dammit Randy e "Alimony sono stati pubblicati come singoli promozionali prima dell'album. Lambert ha co-scritto Dammit Randy con suo marito, Brendan McLoughlin, firmando i suoi primi crediti come autore di canzoni. Alimony è stato pubblicato insieme all'annuncio dell'album il 24 luglio 2024 e ispirato dai suoi genitori che lavoravano spesso su casi di divorzio mentre erano investigatori privati a Dallas, in Texas. Descritto come uno "shuffle", Lambert ha co-scritto la canzone con i frequenti collaboratori Natalie Hemby e Shane McAnally, basandosi su una interpretazione della frase "Remember the Alamo".

## Tracce
1. Armadillo – 2:16 (Jon Decious, Aaron Raitiere, Park Twomey)
2. Dammit Randy – 2:59 (Miranda Lambert, Brendan)
3. Looking Back on Luckenbach – 3:15 (Lambert, Natalie Hemby, Shane McAnally)
4. Santa Fe (featuring Parker McCollum) – 3:03 (Lambert, Dean Dillon, Jessie Jo Dillon, Jesse Frasure)
5. January Heart – 4:13 (Brent Cobb, Neil Medley)
6. Wranglers – 3:13 (Ryan Carpenter, Audra Mae, Evan McKeever)
7. Run – 2:43 (Lambert)
8. Alimony – 3:15 (Lambert, Hemby, McAnally)
9. I Hate Love Songs – 3:35 (Lambert, Jack Ingram, Randall)
10. No Man's Land – 3:43 (Lambert, Luke Dick)
11. Bitch on the Sauce (Just Drunk) – 2:38 (Lambert, Jaren Johnston)
12. Way Too Good at Breaking My Heart – 3:30 (Lambert, Jenee Fleenor, Frasure, Randall)
13. Wildfire – 3:31 (Lambert, Ingram, Randall)
14. Living on the Run – 3:30 (David Allan Coe, Jimmy L. Howard)